# Gilbert Sackville (8e comte De La Warr)
Pour les articles homonymes, voir Sackville.
Gilbert George Reginald Sackville, 8e comte de la Warr, né le 22 mars 1869 et mort à Messine le 16 décembre 1915,, est un militaire, homme politique et aristocrate britannique.

## Biographie
Le premier comte de la Warr, de la pairie de Grande-Bretagne, est John West, qui reçoit son titre en 1761 du roi George III. Gilbert Sackville, son arrière-arrière-arrière petit-fils, est le deuxième fils de Reginald Sackville-West, le 7e comte. Il est éduqué à la Charterhouse School. Il entre dans l'Armée britannique, et devient major dans la 2e Division de la Royal Artillery. En janvier 1896, à la mort de son père, il devient le 8e comte de la Warr, son frère aîné étant mort cinq ans plus tôt. Il hérite dans le même temps des titres de vicomte Cantelupe, baron Buckhurst et baron Delaware. Il participe en 1900 à la seconde guerre des Boers, où il est blessé à Vryheid,,.
Pair héréditaire à la Chambre des lords de par ses titres, il est également maire de la ville de Bexhill-on-Sea, dans le Sussex, de 1903 à 1904. Durant la Première Guerre mondiale, il est volontaire dans les forces de réserve de la Royal Navy. Il est posté à bord d'un vaisseau de patrouille à Dunkerque et « sur les canaux de Belgique », puis est fait commandant du patrouilleur H.M.M.L. California déployé en mer Méditerranée. Atteint de rhumatisme articulaire aigu et de dysenterie, il meurt à Messine, en Italie, en décembre 1915. Il est inhumé dans cette même ville. Il est l'un des quarante-trois parlementaires britanniques morts durant la Guerre et commémorés par un mémorial à Westminster Hall, dans l'enceinte du palais de Westminster où siège le Parlement.
Son fils Herbrand Sackville, né en 1900, hérite de ses titres ; il deviendra ministre de l'Éducation de 1938 à 1940. La fille aînée de Gilbert Sackville, Idina, devient une figure célèbre et controversée, deux fois divorcée et ayant de nombreux amants, et « inspir[e] des romans de Nancy Mitford »,.